# ویلیام جکسون هارپر
ویلیام جکسون هارپر (انگلیسی: William Jackson Harper؛ زادهٔ ۸ فوریهٔ ۱۹۸۰) بازیگر اهل ایالات متحده آمریکا است. وی از سال ۲۰۰۷ میلادی تاکنون مشغول فعالیت بوده‌است.
از فیلم‌ها یا برنامه‌های تلویزیونی که وی در آن نقش داشته‌است، می‌توان به پترسون، داستان واقعی و جای خوب اشاره کرد.

## حضور به عنوان مهمان در مجموعه های تلویزیونی
- نظم و قانون
- ۳۰ راک
- مظنون
- فهرست سیاه